# Hemichaena coulteri
Hemichaena coulteri är en gyckelblomsväxtart som först beskrevs av Samuel Frederick Gray, och fick sitt nu gällande namn av John William Thieret. Hemichaena coulteri ingår i släktet Hemichaena och familjen gyckelblomsväxter. Inga underarter finns listade i Catalogue of Life.